# Pusztai László (művészettörténész)
Pusztai László (Pér, 1944 – Budapest, 2017) magyar művészettörténész, a Magyar Építészeti Múzeum vezetője, igazgatója. Fő szakterülete a magyar öntöttvasművesség története, ezen a téren jelentős műgyűjteményt is létrehozott.
.

## Életpályája
A győri Révai Miklós Gimnázium elvégzését követően az Eötvös Loránd Tudományegyetem hallgatója lett, ahol 1968-ban művészettörténész diplomát szerzett. Entz Géza és Dercsényi Dezső meghívására került gyakornokként az Országos Műemlékvédelmi Hivatal Gyűjteményi Osztályára. Kelényi György művészettörténésszel a Gyűjteményi Osztályból 1968-ban létrehozott Magyar Építészeti Múzeum első munkatársai közé tartoztak.
Ebben az időszakban, majd az országos gyűjtőkör 1975-ös odaítélését követően nagyszabású gyűjteménygyarapítás zajlott az intézményben; megszerezték többek között Hauszmann Alajos, Aigner Sándor, Steindl Imre, Róth Miksa, Kaesz Gyula, az Árkay család, Weichinger Károly, Györgyi Dénes, Györgyi Géza, Gregersen Hugó építészeti hagyatékait vagy hagyatékrészeit.
1975-től a múzeum vezetője 1992-ig, majd igazgatója 1994-től 2000-ig. E minőségében meghatározta a gyűjtés jellegét és irányait: a személyes hagyatékok és könyvtárak mellett az építészethez kapcsolódó relikviákat, szobrokat, festményeket, használati tárgyakat is gyűjtött.
Ő rendezte a múzeum első kiállítását 1969-ben a Dorottya utcai galériában, a Tanácsköztársaság építészetéről, amely a maga nemében úttörőnek számított. Az intézmény 1978-tól az építészeti múzeumok nemzetközi szövetsége, az ICAM tagja lett. 1995-ben elindította a múzeum forráskiadvány-sorozatát, a Lapis Angularist. Folyamatos próbálkozásai ellenére nem sikerült elérnie, hogy az intézmény megfelelő épületet és állandó kiállítóhelyet kapjon.
|  | „A Magyar Építészeti Múzeum jövője kétségtelenül az önállóvá válás, amelynek alapfeltétele olyan épület kiválasztása, amely lehetővé tenné az egyes gyűjtemények korszerű elhelyezését, állandó és időszaki kiállítások rendezését. (…) A Magyar Építészeti Múzeum készen áll a feladatokra, de kellő egyetértés hiányában tehetetlen.” |
|  | – Pusztai László, 1993 |

Művészettörténészként pályája kezdetén részben a 19. századi magyar szobrászattal foglalkozott, részben pedig ötvösművészettel. Ebben a témában több mint 120 írása jelent meg. 1978-ban megjelent összefoglaló kötete a magyar öntöttvasművességről alapvető jelentőségű. Meghatározó szerepet játszott a hazai öntöttvas-gyűjtemények kialakulásában is, saját, kiemelkedő kollekciójának több darabját a budapesti Öntödei Múzeumban mutatta be.

## Jelentősebb publikációi
- Dunaiszky Lőrinc (1784-1837). Művészettörténeti Értesítő XXL. (1972) 15-29. o.
- Marco Casagrande: Dati per la storia della scultura classicista ungherese. Acta Historiae Artium XIX. (1973) 91-124. o.
- Magyar öntöttvasművesség. Műszaki Könyvkiadó, Budapest, 1978
- Ferenczy István oroszlánszobra Helesfán. Művészettörténeti Értesítő XXX. 4. (1981) 292-293. o.
- A korszak szobrászata. In: Művészet Magyarországon 1830-1870 1. köt. [katalógus]. Szerk.: Szabó Júlia — Széphelyi F. György. Magyar Nemzeti Galéria — MTA Művészettörténeti Kutató Csoport, Budapest, 1981. 31-36. o.
- Josef Dworzak Lánchíd-terve 1848-ból. Művészettörténeti Értesítő XXXI. 1. (1982) 53-54. o.
- Fót. Műemlékek. Budapest, 1984. (Tájak-Korok-Múzeumok Kiskönyvtára, 185.)
- Lechner Ödön 1845-1914. Emlékkiállítás a művész születésének 140. évfordulója alkalmából. Szerk.: Pusztai László - Hadik András. Budapest, 1985.
- Igazságügyi építkezések és épületek a dualizmus kori Magyarországon. In: Igazságügyi épületek Magyarországon a dualizmus korában [katalógus]. Szerk.: Pusztai László - Hadik András - Fülöp Csilla. OMF Magyar Építészeti Múzeuma, Székesfehérvár-Budapest, 1987. 13-17. o.
- Vasszécseny, Kastélyszálló. TKM Egyesület, Budapest, 1987. (Tájak-Korok-Múzeumok Kiskönyvtára, 289.)
- Pest-budai építészet. In: Széchenyi és kora [Magyar Nemzeti Múzeum emlékkiállításának katalógusa], Szerk.: Éri István. Budapest, 1991.
- Pusztai László – Kállay István – Stipta István: Bírósági épületek Magyarországon. HG és Társa Kiadó, Budapest, 1993.
- Pusztai László: Megjegyzések egy jubileum alkalmából: 25 éves a Magyar Építészeti Múzeum. Műemlékvédelem 1993/2. 87-92. o.
- Pusztai László – Timon Kálmán – Gosztonyi József: Építészet érmeken, [katalógus]. Országos Műemlékvédelmi Hivatal Magyar Építészeti Múzeuma, Budapest, 1993.
- Igazságügyi épületek. In: Épülettípusok a kiegyezés utáni Magyarországon. Szerk.: Császár László. Építésügyi Tájékoztatási Központ Kft., Budapest, 1995.123-128. o.
- Vasszécseny, Uj-Ebergényi-kastély. In: Tusnád 1996. A műemlékvédelem elméleti és gyakorlati kérdései. Szerk.: Benczédi Sándor. T 3 Kiadó, Sepsiszentgyörgy, 1997. 85-88. o.
- Öntöttvasművesség Magyarországon. (2. bőv. és átdolg. kiad.). Országos Magyar Bányászati és Kohászati Egyesület, Budapest, 1998.
- Építészet porcelánon és üvegen [katalógus]. OMvH Magyar Építészeti Múzeuma, Budapest, 1999.
- Pusztai László: A Magyar Építészeti Múzeum jövője. Műemlékvédelem,1999/6. 346-348. o.